# The Fall Guy (film 2024)
The Fall Guy è un film del 2024 diretto e co-prodotto da David Leitch.
La pellicola, scritta da Drew Pearce, è l'adattamento cinematografico dell'omonima serie televisiva degli anni '80 creata da Glen A. Larson.

## Trama
Lo stuntman di Hollywood Colt Seavers, che lavora principalmente come controfigura per la famosa star d'azione Tom Ryder, rimane gravemente ferito durante un'acrobazia andata storta; incolpatosi per l'accaduto, Colt abbandona la sua carriera e la sua ragazza, l'operatrice della macchina da presa Jody Moreno. Diciotto mesi dopo, Colt, ora parcheggiatore di un piccolo ristorante messicano, viene contattato dalla produttrice cinematografica di Ryder, Gail Meyer, la quale lo informa che Jody sta dirigendo il suo primo film, un'epopea di fantascienza chiamata Metalstorm, e che ha chiesto a Colt di unirsi alla produzione a Sydney, in Australia. Colt tuttavia, una volta arrivato sul set, scopre che Jody non lo ha mai convocato ed è ancora furiosa per la loro rottura, al punto tale che ha usato la loro storia d'amore finita male come base per la trama di Metalstorm; Gail in seguito rivela a Colt in privato che Tom è scomparso dopo essersi imbattuto in alcuni criminali del posto e vuole che lui lo ritrovi prima che la sua assenza causi la cancellazione del film.
Non volendo rovinare il debutto alla regia di Jody, Colt decide di indagare sulla scomparsa. Dopo varie peripezie, l'uomo trova nella stanza d'albergo affittata da Tom un cadavere in una vasca piena di ghiaccio; tuttavia, quando torna con la polizia, il corpo non c'è più. Nel frattempo, mentre le riprese di Metalstorm proseguono, Colt e Jody iniziano a riaccendere la loro relazione, finché Gail informa lo stuntman che è stato licenziato e gli dà un biglietto per tornare negli Stati Uniti. Colt, invece, rintraccia l'assistente personale di Tom, Alma Milan, ma, non appena la trova, vengono attaccati da alcuni criminali che vogliono impadronirsi del telefono di Tom in possesso della stagista; dopo un lungo inseguimento attraverso Sydney, i due mettono fuori gioco gli assalitori. Colt e il suo amico Dan Tucker, il coordinatore degli stuntman di Metalstorm, riescono in seguito a sbloccare il telefono e scoprono un video dell'attore ubriaco che uccide accidentalmente il suo precedente stuntman, Henry. In quel momento Colt e Dan vengono attaccati dallo stesso gruppo di criminali che aveva inseguito lo stuntman lungo le strade di Sydney e il telefono di Tom viene distrutto nello scontro.
Dan riesce a scappare, mentre Colt viene catturato e portato faccia a faccia davanti a Tom, che si è nascosto per tutto il tempo su uno yacht. Tom rivela a Colt che Gail lo ha assunto per incastrarlo come responsabile del crimine: utilizzando la tecnologia deep-fake, Gail intende sostituire il volto di Tom nel filmato con quello di Colt e il video originale sul telefono era l'ultima prova contro di lui. L'attore rivela inoltre che l'incidente subito da Colt era stato un suo tentativo di ucciderlo a causa della sua gelosia narcisistica, cosa che poi lo ha portato a uccidere Henry. Quando viene scoperto il cadavere di Henry, il video ritoccato viene diffuso al notiziario, unitamente ad altre prove fittizie, e la polizia si mette sulle tracce di Colt, mentre Gail cerca di convincere Jody che Colt è colpevole. Colt riesce rocambolascamente a scappare e dopo un inseguimento in barca i sottoposti di Tom si convincono di averlo ucciso, mentre in realtà si salva.
Il giorno successivo, Tom torna sul set di Metalstorm per continuare la produzione del film, mentre i suoi scagnozzi cercano Dan per ucciderlo; Colt tuttavia arriva di nascosto e convince Jody della sua innocenza. Insieme i due fanno eseguire a Tom da solo una pericolosa sequenza di acrobazie, spaventandolo e inducendolo a confessare l'omicidio di Henry mentre è collegato a un microfono e il resto della troupe guidato da Dan tiene a bada i suoi scagnozzi. Gail ruba la registrazione e cerca di fuggire in elicottero assieme a Tom, minacciando tutti con una pistola, ma Jody aiuta Colt a saltare sul veicolo a mezz'aria, dove recupera la registrazione e cade su un airbag portatile preparato da Dan.
Metalstorm viene completato e presentato in anteprima al Comic Con di San Diego (con Jason Momoa al posto di Tom come protagonista) ed è un grande successo di pubblico e critica. Colt viene scagionato da tutte le accuse e lui e Jody tornano felicemente insieme. In una scena a metà dei titoli di coda, in seguito all'atterraggio di fortuna dell'elicottero, Gail viene arrestata mentre Tom, nel patetico tentativo di scappare, muore innescando accidentalmente con il suo telefono degli esplosivi radiocomandati; Alma, che ha assistito all'incidente, telefona quindi all'agente di Jason Momoa per rimpiazzare Tom.

## Produzione

### Sviluppo
Nel luglio 2010, il Los Angeles Times riportò che era in corso lo sviluppo di un film basato sulla serie degli anni '80 Professione pericolo. La DreamWorks aveva stretto una collaborazione con i produttori Walter F. Parkes e Laurie MacDonald per il progetto, e si stavano conducendo trattative per affidare la regia a Martin Campbell. Nel settembre 2013 Dwayne Johnson era in trattative per interpretare il ruolo principale, mentre si stavano conducendo trattative con McG per la regia.
A settembre 2020, è stato annunciato che Ryan Gosling, il regista David Leitch e lo sceneggiatore Drew Pearce stavano collaborando a un film, ancora senza nome, su uno stuntman che era stato acquisito dalla Universal Pictures. Nel maggio 2022 è stato confermato che questo progetto era un adattamento cinematografico della serie televisiva.
Variety ha riportato che il governo australiano e le autorità dello Stato del Nuovo Galles del Sud hanno destinato rispettivamente fino a 30 milioni e 14,5 milioni di dollari australiani alla produzione. Paul Fletcher, Ministro federale australiano per le Comunicazioni, l'Infrastruttura Urbana, le Città e le Arti, ha previsto un impatto positivo sull'economia locale, con oltre mille membri del cast e della troupe australiani coinvolti, oltre a più di tremila comparse australiane nel film.

## Colonna sonora
La colonna sonora del film è stata composta da Dominic Lewis, mentre Blake Shelton ha registrato una versione moderna del tema principale della serie televisiva Professione pericolo per il film.

## Promozione
Il primo trailer del film è stato diffuso il 2 novembre 2023.

## Distribuzione
La pellicola, inizialmente prevista per il 1º marzo 2024, è stata presentata al South by Southwest il 13 marzo 2024 e distribuita nelle sale cinematografiche statunitensi a partire dal 3 maggio 2024 e in quelle italiane dal 1º maggio dello stesso anno.
Il film è stato poi distribuito in VOD dal 21 maggio 2024 assieme a una versione estesa con 20 minuti aggiuntivi.

### Divieti
Negli Stati Uniti il film è stato vietato ai minori di 13 anni non accompagnati da adulti per la presenza di "azione violenta, droga e linguaggio scurrile".

### Edizione italiana
L'edizione italiana del film è stata curata dalla Universal Pictures International Italy con la direzione del doppiaggio e l'adattamento dei dialoghi curati da Sandro Acerbo assistito da Silvia Ferri. Il doppiaggio italiano e la sonorizzazione della pellicola, invece, sono stati eseguiti dalla CDC Sefit Group.

## Accoglienza

### Incassi
Il film ha incassato 92900355 $ in Nord America e 88172936 $ nel resto del mondo, per un totale di 181073291 $.
Variety ha riportato che, a causa del budget stimato di 150 milioni di dollari e della scarsa performance al botteghino, il film non avrebbe realizzato alcun profitto, stimando una perdita di circa 50-60 milioni di dollari se la pellicola non avesse superato i 300 milioni d'incasso per pareggiare le spese di produzione.

### Critica
Il film ha ricevuto recensioni positive da parte della critica. Sull'aggregatore di recensioni Rotten Tomatoes ha un indice di gradimento dell'82% basato su 373 recensioni, con un voto medio di 7,1 su 10. Su Metacritic ottiene un punteggio di 73 su 100 basato su 57 recensioni.